# Mr. Blandings Builds His Dream House
Mr. Blandings Builds His Dream House is een Amerikaanse romantische komedie uit 1948 onder regie van H.C. Potter. De film is gebaseerd op het gelijknamig boek uit 1946 van Eric Hodgins en gaat over een New Yorker (Cary Grant) die samen met zijn vrouw (Myrna Loy) een landgoed aankoopt in Connecticut, om vervolgens een slopend proces van restauratie te beginnen.
De film was in de Verenigde Staten een succes en dat heeft in recentere jaren geleid tot drie remakes: The Money Pit (1986) met Tom Hanks, de Zweedse versie Drömkåken (1993) en Are We Done Yet? (2007).

## Verhaal
Jim Blandings is een leidinggevend account die in New York is geboren en getogen. Samen met zijn vrouw Muriel en kinderen Joan en Betsy woont hij in een klein appartement in de grote stad. Al geruime tijd ergert hij zich aan het gebrek aan ruimte in huis: 's ochtends kan hij nauwelijks op tijd zijn routineklussen voltooien, omdat zijn vrouw en kinderen hem constant hinderen. Wanneer Muriel onthult dat ze stiekem plannen heeft gemaakt om het huis te laten restaureren, reageert Jim niet enthousiast. In plaats daarvan stuit hij op een advertentie over een groot woningaanbod in Connecticut.
Zodra ze het erover eens zijn dat ze een oud huis willen opknappen, contacteert het koppel een onbetrouwbare makelaar om hun droom te verwezenlijken. Deze makelaar helpt hen aan een eeuwenoude boerderij in het fictieve Lansdale County. Zijn advocaat, en een van zijn beste vrienden, Bill Cole, reageert vol verbazing als hij ontdekt dat Jim een stuk grond heeft gekocht voor een veel te hoge prijs. Bill probeert hem er tevergeefs op te wijzen dat hij niet zijn verstand, maar zijn hart volgt.
Al snel blijkt dat de boerderij in te slechte staat is om in te leven: het zal moeten worden gesloopt. Jim huurt architect Simms in om een nieuw huis te creëren. Dit blijkt makkelijker gezegd dan gedaan voor de architect: hij wordt constant belast door bespottelijke en onrealistische eisen van Jim en Muriel aan hun nieuwe huis. De datum waarop het huis af zou moeten zijn, wordt constant uitgesteld en de kosten lopen steeds hoger op. Ondertussen krijgt Jim de opdracht om een slogan te verzinnen voor een bedrijf dat voor zijn voorgangers heeft geleid tot ontslag. Bovendien vermoedt hij dat Muriel en Bill een affaire met elkaar hebben. Deze vermoedens blijken niet waar te zijn: hoewel Muriel en Bill samen met elkaar onder een dak hebben geslapen tijdens een onweersbui, is er niets tussen hen gebeurd.
Omdat alle tegenslagen zich steeds meer ophopen, begint Jim zich op den duur af te vragen waarom hij überhaupt nog wil verhuizen naar het platteland. Met steun van zijn vrouw weet hij uiteindelijk het huis af te bouwen. Zijn werkster Gussie verzint ondertussen de perfecte slogan voor het bedrijf, waardoor Jim zijn baan behoudt.

## Rolverdeling
| Acteur            | Personage         |
| ----------------- | ----------------- |
| Cary Grant        | Jim Blandings     |
| Myrna Loy         | Muriel Blandings  |
| Melvyn Douglas    | Bill Cole         |
| Reginald Denny    | Simms             |
| Sharyn Moffett    | Joan Blandings    |
| Connie Marshall   | Betsy Blandings   |
| Louise Beavers    | Gussie            |
| Ian Wolfe         | Smith             |
| Harry Shannon     | Tesander          |
| Tito Vuolo        | Mr. Zucca         |
| Nestor Paiva      | Joe Apollonio     |
| Jason Robards Sr. | John Retch        |
| Lurene Tuttle     | Mary              |
| Lex Barker        | Carpenter Foreman |
| Emory Parnell     | Mr. PeDelford     |

## Achtergrond
Aanvankelijk zou actrice Irene Dunne de tegenspeler van Cary Grant worden in de film. Dunne bleek echter te druk bezig zijn met de opnamen van I Remember Mama (1948), waardoor zij de rol moest afslaan. Hierna werd besloten dat, omwille het succes van The Bachelor and the Bobby-Soxer (1947), Grant opnieuw zou worden gepaard met actrice Myrna Loy. Producent David O. Selznick hoopte van Grant en Loy een nieuw superkoppel zoals Spencer Tracy en Katharine Hepburn te maken. Hoewel dit niet gebeurde (dit was zelfs hun laatste film samen), konden Grant en Loy het goed met elkaar vinden en tijdens het productieproces schreef Grant een artikel over Loy, met als titel "My Dream Wife", waarin hij zijn respect voor de actrice uitte. De film werd opgenomen in slechts vijftig dagen. Het huis dat in de film werd ontworpen, werd ook daadwerkelijk gebouwd in Malibu (Californië). Ter promotie van de film werden nog 73 andere "droomhuizen" gebouwd op verschillende locaties in de Verenigde Staten.
De film werd destijds geen groot bioscoopsucces, en leed een verlies van $225.000 dollar. De verhaallijn waarin Jim jaloers is op Muriel en Bills vriendschap was niet afkomstig uit het boek, maar zelf verzonnen door de scenaristen. Filmtijdschrift Variety klaagde dat de verhaallijn niets toevoegt aan het verhaal, noch inhoudelijk, noch in komisch aspect. Andere kritiek ging naar de personages van Grant en Loy: het publiek achtte het ongeloofwaardig dat twee veertigplussers zo weinig verstand hebben van makelarij.
American Film Institute plaatste de film een halve eeuw na de distributie op de lijst van de grappigste films.

## Prijzen en nominaties
| Jaar | Prijs                           | Categorie               | Genomineerde(n)               | Uitslag     |
| ---- | ------------------------------- | ----------------------- | ----------------------------- | ----------- |
| 1949 | Writers Guild of America Awards | Beste Bewerkte Scenario | Norman Panama en Melvin Frank | Genomineerd |